# Ryuichi Sakamoto: Coda
Ryuichi Sakamoto: Coda è un film documentario del 2017 diretto da Stephen Nomura Schible.

## Accoglienza

### Incassi
Il film ha incassato in totale 962850 $ nel mondo, di cui 117460 $ negli Stati Uniti.

### Critica
Su The New York Times, il critico Ben Kenigsberg scrive che "alla fine di questo documentario, ti sentirai come se non solo comprendessi intellettualmente il signor Sakamoto, ma condividerai anche un senso dell'eccitazione che prova quando scopre la giusta corrispondenza di suoni".
Il critico del Guardian, Peter Bradshaw, afferma che Sakamoto "è anche incessantemente interessato alle possibilità della musica elettronica, anche se devo dire che i suoi colpi alla tastiera del pianoforte sono più interessanti di lui alla tastiera del computer", attribuendo al film un punteggio di 3 su 5.